# Millidgella
Millidgella Kammerer, 2006 è un genere di ragni appartenente alla famiglia Linyphiidae.

## Etimologia
Il nome del genere è in onore dell'aracnologo statunitense Millidge (1914-2012), che descrisse nel 1985 gli esemplari della specie tipo.

## Distribuzione
L'unica specie oggi attribuita a questo genere è stata reperita in Cile e Argentina.

## Tassonomia
Il nome di questo genere è stato scelto in quanto la precedente denominazione, Valdiviella Millidge, 1985 era già in uso a designare Valdiviella Steuer, 1904, un genere di copepodi della famiglia Aetideidae Giesbrecht, 1892.
Per porre in essere la sostituzione di questa denominazione, altri due aracnologi hanno avanzato proposte: Valdiviola Miller, 2007 e Neovaldiviella Özdikmen, 2007, entrambe comunque posteriori alla scelta attuale che, perciò, prevale.
A dicembre 2011, si compone di una specie:
- Millidgella trisetosa (Millidge, 1985)[3] — Cile, Argentina